# Јерусалим (округ)
Округ Јерусалим (хебр. מחוז ירושלים и арап. القدس) је један од шест округа у Израелу. Налази се на средишњем делу државе и захвата површину од 652 km². У њему живи преко милион становника. Највећи и главни град је Јерусалим.